# 25225 Patrickbenson
25225 Patrickbenson è un asteroide della fascia principale. Scoperto nel 1998, presenta un'orbita caratterizzata da un semiasse maggiore pari a 2,4258722 UA e da un'eccentricità di 0,2007437, inclinata di 0,42198° rispetto all'eclittica.